# Carlos Osoro Sierra

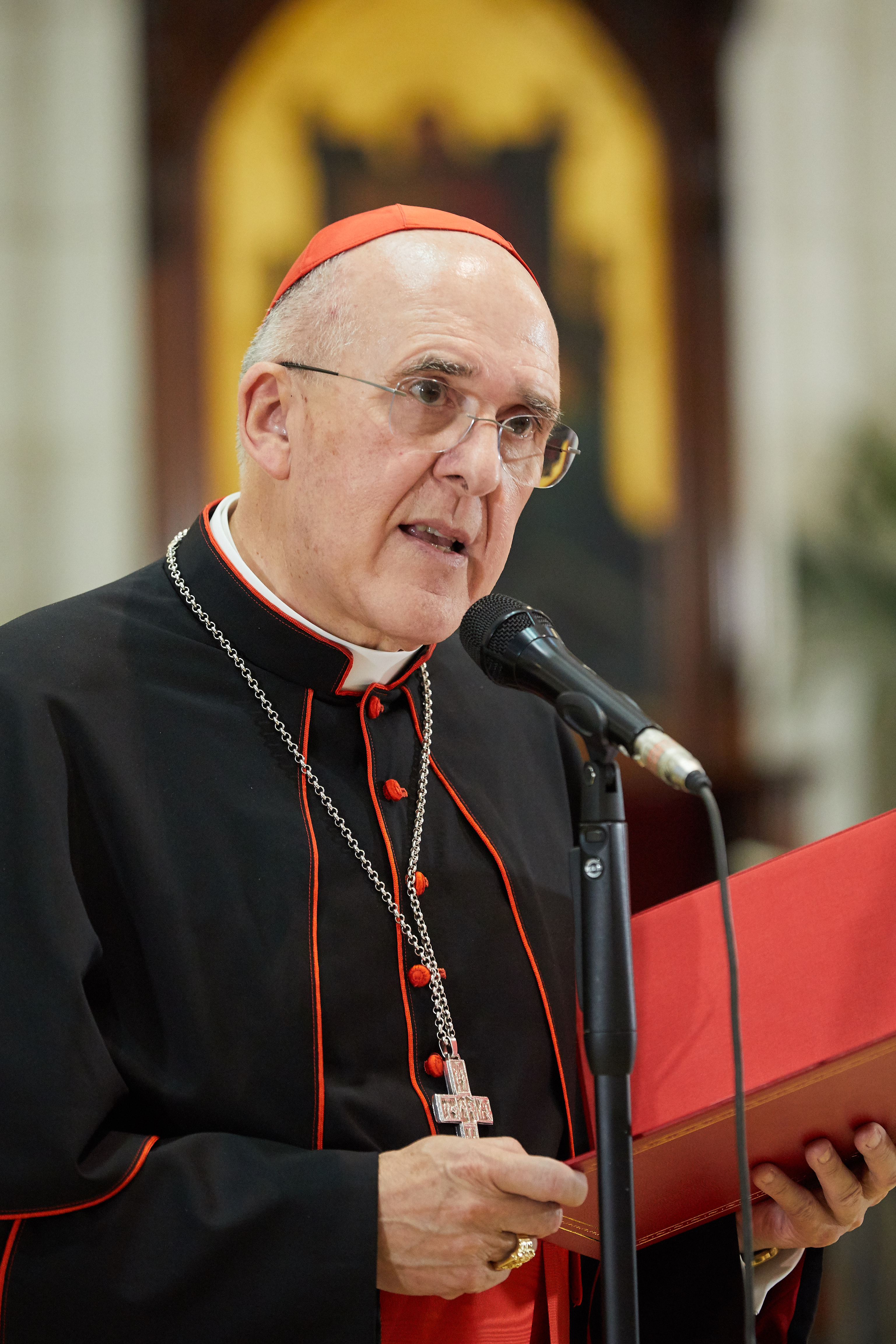
Carlos Kardinal Osoro (2019)

Kardinalswappen

Carlos Kardinal Osoro Sierra (* 16. Mai 1945 in Castañeda, Provinz Santander, Spanien) ist ein spanischer Geistlicher und emeritierter römisch-katholischer Erzbischof von Madrid.

## Leben
Nach dem Abitur studierte Carlos Osoro Sierra Pädagogik und Mathematik an der Universität Complutense Madrid und unterrichtete anschließend für ein Jahr am Colegio La Salle in Santander. Danach trat er in das Spätberufenenseminar Colegio Mayor El Salvador in Salamanca ein und studierte Katholische Theologie und Philosophie an der Päpstlichen Universität Salamanca, wo er sowohl das Lizenziat in Theologie als auch in Philosophie erwarb. Darüber hinaus erwarb er einen Hochschulabschluss in Naturwissenschaften an der Universität Complutense in Madrid und einen in Pädagogik an der Universität Salamanca.
Am 29. Juni 1973 empfing er die Priesterweihe für das Bistum Santander. Anschließend wurde er Jugendseelsorger in der Pfarrei Torrelavega und Leiter der Casa de los muchachos. Gleichzeitig war er bis 1975 Dozent an der Escuela Universitaria de Formación del Profesorado ‘Sagrados Corazones’. Von 1975 bis 1996 war er Generalsekretär für die Diözesanpastoral sowie bischöflicher Beauftragter für die Berufungen, Priesterseminare und das Laienapostolat. Ab 1976 war er zudem Generalvikar (bis 1994) und ab 1977 Regens des diözesanen Priesterseminars Seminario de Monte Corbán (bis 1996). Außerdem wurde er 1993 in das Domkapitel des Bistums Santander berufen, das ihn 1994 zum Dompropst wählte. 1996 wurde er zum Rektor des Centro Asociado del Instituto Internacional de Teología a Distancia (Internationale Theologische Fernhochschule) und des Instituto Superior de Ciencias Religiosas San Agustín (Institut für Religionswissenschaften), das an die Päpstliche Universität Comillas angegliedert ist.
Am 27. Dezember 1996 ernannte ihn Papst Johannes Paul II. zum Bischof von Orense. Die Bischofsweihe empfing er am 22. Februar 1997 in der Kathedrale von Ourense durch den Apostolischen Nuntius in Spanien, Erzbischof Lajos Kada; Mitkonsekratoren waren der Erzbischof von Santiago de Compostela, Julián Barrio Barrio, und der Bischof von Tui-Vigo, José Diéguez Reboredo. Aus diesem Anlass wählte er sich den bischöflichen Wahlspruch Per Christum et cum Ipso et in Ipso („Durch Christus und mit Ihm und in Ihm“), der an die Schluss-Doxologie des Hochgebets angelehnt ist. In der Spanischen Bischofskonferenz war Osoro on 1999 bis 2005 Präsident der Kommission für das weltweite Apostolat und den Klerus.
Am 7. Januar 2002 berief ihn Johannes Paul II. zum Erzbischof von Oviedo; die kanonische Besitzergreifung und offizielle Amtseinführung fand dort am 23. Februar desselben Jahres statt.
Papst Benedikt XVI. ernannte ihn am 8. Januar 2009 zum Erzbischof von Valencia; die feierliche Amtsübernahme fand am 18. April desselben Jahres statt. Carlos Osoro Sierra übernahm das Amt des Priors der Komturei Valencia des Ritterordens vom Heiligen Grab zu Jerusalem.
Am 28. August 2014 ernannte ihn Papst Franziskus zum Erzbischof von Madrid. Die Amtseinführung erfolgte am 25. Oktober desselben Jahres.
Papst Franziskus ernannte ihn am 9. Juni 2016 zusätzlich zum ersten Ordinarius des mit gleichem Datum errichteten Ordinariats für die Gläubigen der östlichen Riten in Spanien.
Im Konsistorium vom 19. November 2016 nahm ihn Papst Franziskus als Kardinalpriester mit der Titelkirche Santa Maria in Trastevere in das Kardinalskollegium auf. Seine Titelkirche nahm er am 25. Februar des folgenden Jahres in Besitz. Am 23. Dezember 2017 ernannte ihn der Papst zum Mitglied der Kongregation für das Katholische Bildungswesen und am 10. März 2021 zudem zum Mitglied der Päpstlichen Kommission für Lateinamerika.
Im Jahr 2014 wurde er zum Vizepräsidenten der Spanischen Bischofskonferenz gewählt. In diesem Amt wurde er zuletzt im März 2020 bestätigt, im März 2024 schied er aus dieser Funktion aus. Kardinal Osoro gilt als gemäßigt und unterstützt die von Papst Franziskus angestoßenen Reformen. So betonte er beispielsweise, dass Menschen, die „im Widerspruch zu unserer Lebensauffassung“ leben, nicht „verdammt und verurteilt“ werden. Hingegen kritisierte er im Juni 2021 die Legalisierung der Sterbehilfe in Spanien.
Am 12. Juni 2023 nahm Papst Franziskus das von Carlos Osoro Sierra aus Altersgründen vorgebrachte Rücktrittsgesuch an. Nach dem Tod von Papst Franziskus nahm er als ältester wahlberechtigter Kardinal am Konklave 2025 teil.